# K.E. on the Track
Kevin Erondu, professionellt känd som K.E. on the Track, är en amerikansk musikproducent från Tampa, Florida. Han har skapat hits åt artister som Nicki Minaj, Rick Ross, DJ Khaled, Future, Gucci Mane, Chief Keef, Ace Hood, Roscoe Dash, Bobby V och Kid Ink. Han äger även en biluthyrningsfirma och investerar i aktier.